# Bubalus
Buffle asiatique, Buffle d'eau
Cet article possède un paronyme, voir Buffle (homonymie).
Genre

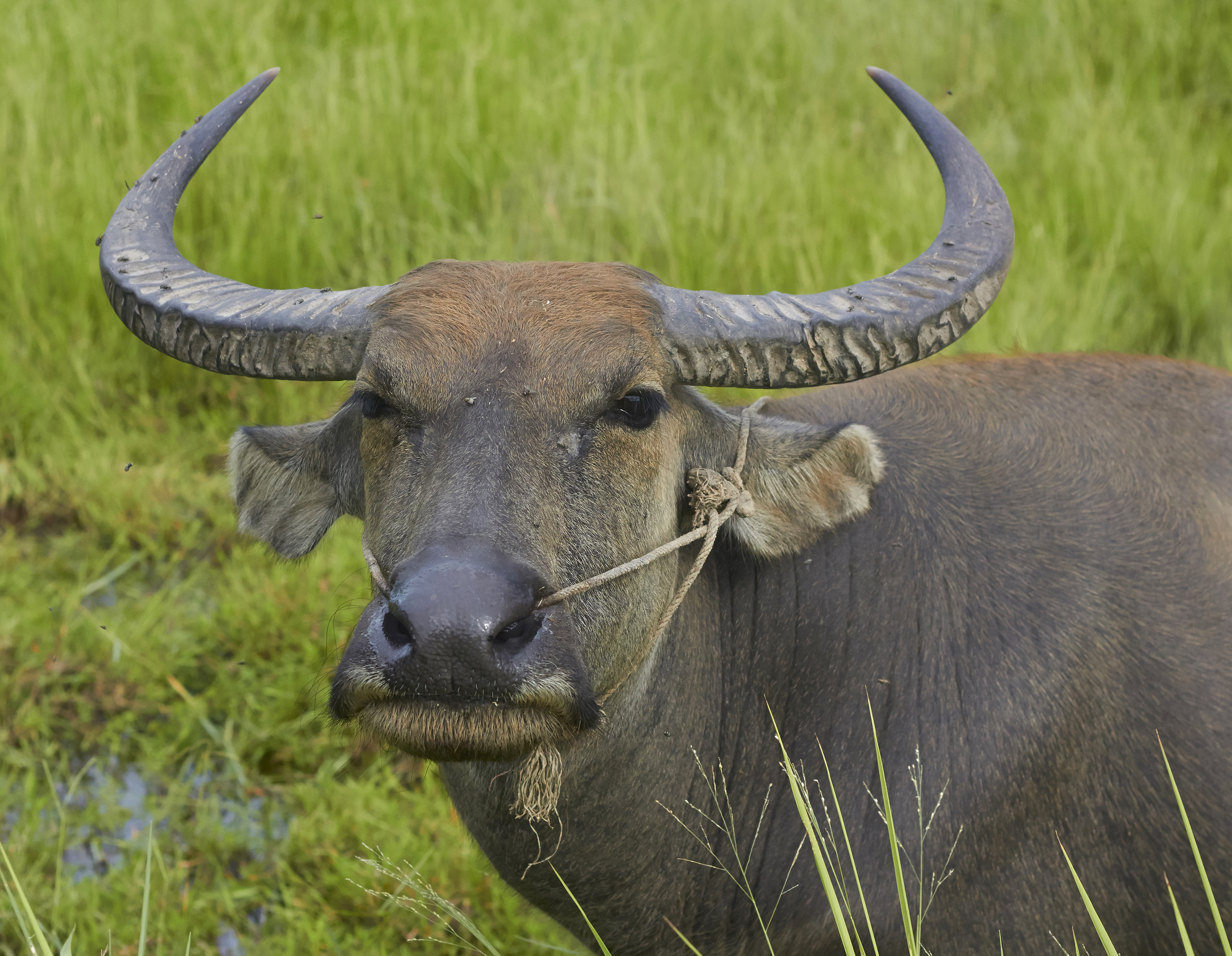
Portrait d'un bubalus au Cambodge. Juillet 2014.

Le genre Bubalus regroupe les buffles asiatiques. Traduction de l'anglais water buffalo, l'appellation pour ce genre de « buffle d'eau » que l'on rencontre parfois, est un pléonasme en français (pas en anglais où elle sert à distinguer le buffle du bison également appelé buffalo). En effet le buffle, inféodé à l'état sauvage aux milieux humides, reste très attiré par les zones aquatiques et il n'existe pas de « buffle de terre », à moins d'appeler ainsi le genre sauvage africain Syncerus, qui a une morphologie différente.

## Préhistoire
Une étude récente (2021), en réévaluant la distribution spatiotemporelle et l'écologie des mammifères préhistorique des steppes à Mammouths du Nord-est de l'Asie (en Chine) a montré, sur la base de la datation directe au radiocarbone et de ZooMS, « la présence crédible de Bubalus, généralement interprété comme un élément faunique de climat doux au Pléistocène, au sein du complexe faunique Mammuthus-Coelodonta (Mammouth laineux-Rhinocéros laineux) à Yanjiagang ». Selon les auteurs, ceci « souligne le scénario unique de ce biome en Asie du Nord-Est, où la faune a montré une sensibilité aux effets synergiques des oscillations climatiques et des traits géographiques locaux ».

## Liste d'espèces
Selon ITIS (29 janvier 2014), ce genre de buffles comprend quatre espèces originaires d'Asie :
- Bubalus bubalis (Kerr, 1792) — buffle commun,
  - sous-espèce Bubalus bubalis arnee[3]
  - sous-espèce Bubalus bubalis bubalis[3]
  - sous-espèce Bubalus bubalis fulvus[3]
  - sous-espèce Bubalus bubalis kerabau[3]
  - sous-espèce Bubalus bubalis migona[3]
  - sous-espèce Bubalus bubalis theerapati[3]
- Bubalus depressicornis (H. Smith, 1827) — anoa des plaines,
- Bubalus quarlesi (Ouwens, 1910) — anoa des montagnes,
- Bubalus mindorensis (Heude, 1888) - tamarau.

Ainsi qu'une espèce éteinte :
- Bubalus mephistopheles (Hopwood, 1925).

Paleobiology Database (29 janvier 2014) recense en outre plusieurs espèces disparues : 
- Bubalus brevicornis
- Bubalus cebuensis
- Bubalus guzhensis
- Bubalus murrensis
- Bubalus palaeindicus
- Bubalus palaeokerabau
- Bubalus platyceros
- Bubalus sivalensis
- Bubalus teilhardi
- Bubalus tingi
- Bubalus triangulatus
- Bubalus wansijocki
- Bubalus youngi